# 馮嘉遇
冯嘉遇，字仲昌，直隸柏鄉縣人。明朝解元。

## 生平
万历七年（1579年）顺天乡试第一。万历八年（1580年）会试不第。第二年竟猝然离世。赵南星作墓志铭。

## 家族
父冯时化之子。内弟赵南星。